# Jugatinus
Selon saint Augustin, Jugatinus serait le dieu romain qui préside l'union sexuelle du couple (La Cité de Dieu, L VI chap IX) au même titre que Domiducus, Domicius et Manturna.
Augustin en fait aussi le dieu des cimes des montagnes (La Cité de Dieu, L IV chap VIII). Il serait alors à rapprocher de Rusina, Collatina et Vallonia.
Il n’est mentionné par aucun auteur de l’époque classique.